# Sân vận động bóng đá quốc gia, Apia
Sân vận động bóng đá quốc gia (tiếng Anh: National Soccer Stadium) là một sân vận động bóng đá nằm ở Apia, Samoa. Đây là sân vận động quốc gia của Samoa và là sân nhà của đội tuyển bóng đá quốc gia Samoa. Đây cũng là sân vận động chính của Giải bóng đá vô địch quốc gia Samoa do thiếu các sân vận động phù hợp khác. Đây cũng là địa điểm tổ chức các trận đấu vòng loại Cúp bóng đá châu Đại Dương 2012 và các giải đấu bóng đá nữ và trẻ khác ở châu Đại Dương.

## Các giải đấu đã tổ chức
- Đại hội Thể thao Nam Thái Bình Dương 2007
- Vòng loại Cúp bóng đá châu Đại Dương 2012
- Vòng loại giải vô địch bóng đá thế giới 2014 khu vực châu Đại Dương (vòng 1)
- Giải vô địch bóng đá U-17 châu Đại Dương 2015
- Giải vô địch bóng đá U-17 châu Đại Dương 2017 - Vòng 1
- Đại hội Thể thao Thái Bình Dương 2019

## Đội thuê sân
- Đội tuyển rugby union quốc gia Samoa
- Đội tuyển bóng đá quốc gia Samoa
- Đội tuyển bóng đá nữ quốc gia Samoa